# Communauté de communes du Canton de Pont de Vaux
Die Communauté de communes du Canton de Pont de Vaux ist ein ehemaliger französischer Gemeindeverband mit Rechtsform einer Communauté de communes im Département Ain, dessen Verwaltungssitz sich in dem Ort Pont-de-Vaux befand.
Der Ende 1994 gegründete Gemeindeverband bestand aus 12 Gemeinden und zählte 10.114 Einwohner (Stand 2013) auf einer Fläche von 145,1 km2. Sein Zuschnitt entsprach genau demjenigen des 2015 aufgelösten Wahlkreises (Kantons) Pont-de-Vaux. Präsident des Gemeindeverbandes war zuletzt Henri Guillermin.

## Aufgaben
Zu den vorgeschriebenen Kompetenzen gehörten die Entwicklung und Förderung wirtschaftlicher Aktivitäten und des Tourismus sowie die Raumplanung auf Basis eines Schéma de Cohérence Territoriale. Der Gemeindeverband betrieb die Straßenmeisterei und die Abfallwirtschaft. Zusätzlich war der Verband verantwortlich für den Bau und Unterhalt von Sport- und Kultureinrichtungen.

## Historische Entwicklung
Der Gemeindeverband wurde mit Wirkung vom 1. Januar 2017 mit der Communauté de communes du Pays de Bâgé zur Nachfolgeorganisation Communauté de communes du Pays de Bâgé et de Pont-de-Vaux fusioniert.

## Ehemalige Mitgliedsgemeinden
Folgende 12 Gemeinden gehörten der Communauté de communes du Canton de Pont de Vaux an:
| Gemeinde                    | Einwohner 1. Januar 2022 | Fläche km² | Dichte Einw./km² | Code INSEE | Postleitzahl |
| --------------------------- | ------------------------ | ---------- | ---------------- | ---------- | ------------ |
| Arbigny                     | 459                      | 17,5       | 26               | 01016      | 01190        |
| Boissey                     | 390                      | 9,1        | 43               | 01050      | 01190        |
| Boz                         | 509                      | 7,3        | 70               | 01057      | 01190        |
| Chavannes-sur-Reyssouze     | 746                      | 16,6       | 45               | 01094      | 01190        |
| Chevroux                    | 981                      | 17,2       | 57               | 01102      | 01190        |
| Gorrevod                    | 782                      | 6,9        | 113              | 01175      | 01190        |
| Ozan                        | 721                      | 6,6        | 109              | 01284      | 01190        |
| Pont-de-Vaux                | 2.184                    | 7,5        | 291              | 01305      | 01190        |
| Reyssouze                   | 1.003                    | 9,5        | 106              | 01323      | 01190        |
| Saint-Bénigne               | 1.351                    | 16,5       | 82               | 01337      | 01190        |
| Saint-Étienne-sur-Reyssouze | 576                      | 13,8       | 42               | 01352      | 01190        |
| Sermoyer                    | 659                      | 16,7       | 39               | 01402      | 01190        |